# Dolichopeza (Dolichopeza) corinnaiensis
Dolichopeza (Dolichopeza) corinnaiensis is een tweevleugelige uit de familie langpootmuggen (Tipulidae). De soort komt voor in het Australaziatisch gebied.